# My Beautiful Dark Twisted Fantasy
My Beautiful Dark Twisted Fantasy er det femte studieindspillede album fra kunstneren Kanye West. Albummet udkom 22. november 2010. Navnet på albummet blev som udgangspunkt annonceret med titlen G.O.O.D. Ass Job men i stedet blev det My Beautiful Dark Twisted Fantasy.
Numrene på dette album er produceret af ham selv, samt adskillige andre store producere, herunder Q-Tip, RZA, Pete Rock og DJ Premier.
Hele albummet er blevet lækket på internettet, forud for udgivelsen.[kilde mangler]

## Numre
Oplysningerne om numrene er således som de fremgår af albummet. Numrene "Monster", "So Appalled" og "Devil In A New Dress" er dog alle numre Kanye West tidligere på året udgav gratis over hans hjemmeside som en del af konceptet "G.O.O.D. Friday", hvor Kanye West udgav en ny sang hver fredag. Denne 'tjeneste' blev dog afbrudt før tid, eftersom adskillige ufærdige numre fra "My Beautiful Dark Twisted Fantasy" blev lækket på internettet. Sangene "Power" og "Runaway" er desuden de eneste to sange, der også er udgivet som singler.
1. "Dark Fantasy"
2. "Gorgeous"
3. "Power"
4. "All Of The Lights (Interlude)"
5. "All Of The Lights"
6. "Monster"
7. "So Appalled"
8. "Devil In A New Dress"
9. "Runaway"
10. "Hell Of A Life"
11. "Blame Game"
12. "Lost In The World"
13. "Who Will Survive In America"